# Stade national Bukit Jalil
 (avril 2025).
Si vous disposez d'ouvrages ou d'articles de référence ou si vous connaissez des sites web de qualité traitant du thème abordé ici, merci de compléter l'article en donnant les références utiles à sa vérifiabilité et en les liant à la section « Notes et références ».
Le stade national Bukit Jalil (en malais: Stadium Nasional Bukit Jalil) est un stade situé à Kuala Lumpur en Malaisie. Construit pour héberger les Jeux du Commonwealth de 1998, il est le stade principal de l'Équipe de Malaisie de football.

## Événements
- Jeux du Commonwealth de 1998
- Jeux d'Asie du Sud-Est de 2001
- Coupe d'Asie des nations de football 2007
- Champions Youth Cup 2007
- Finale aller de l'AFF Suzuki Cup 2010, 26 décembre 2010
- Jeux d'Asie du Sud-Est de 2017 (athlétisme, football)

## Galerie

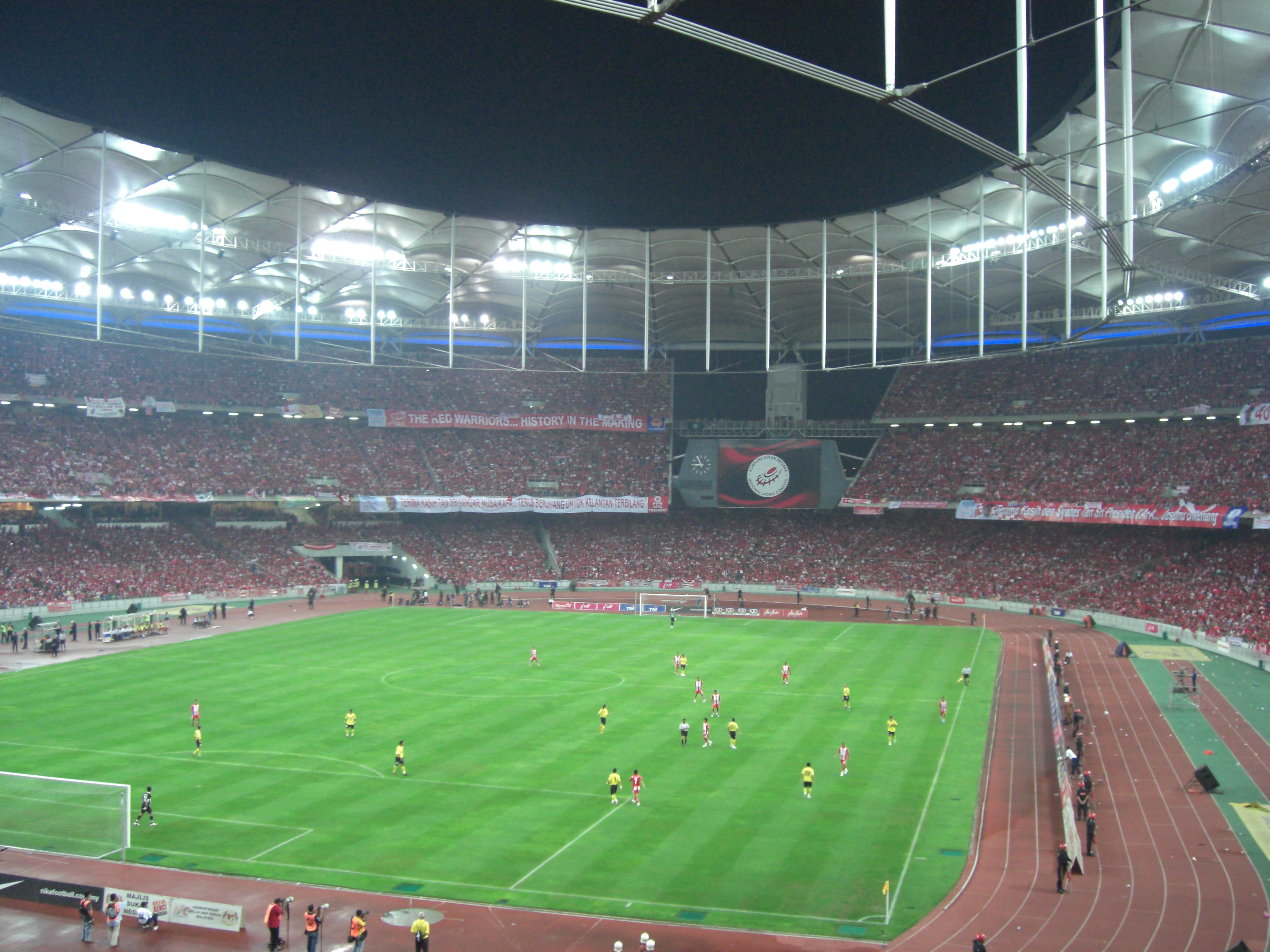